# Мурахолюб строкатоголовий
Мурахолю́б строкатоголовий (Terenura maculata) — вид горобцеподібних птахів родини сорокушових (Thamnophilidae). Мешкає в Південній Америці.

## Поширення і екологія
Строкатоголові мурахолюби мешкають на південному сході Бразилії (від південно-східної Баїї на південь до Санта-Катарини), на сході Парагваю та на крайньому північному сході Аргентини (Місьйонес). Вони живуть в кронах вологих атлантичних лісів та на узліссях. Зустрічаються переважно на висоті до 1100 м над рівнем моря.